# Madrigals

Madrigals est un album de John Zorn composé pour un ensemble vocal de six voix de femmes. Il comprend deux ensembles de pièces composés à un an d'intervalle et inspirés par le poète britannique Percy Bysshe Shelley.

## Titres
| No  | Titre              | Durée |
| --- | ------------------ | ----- |
|     | Book I (2013)      |       |
| 1.  | Adonais            | 3:17  |
| 2.  | The Witch Of Atlas | 3:52  |
| 3.  | Epipsychidion      | 3:49  |
| 4.  | The Devil's Walk   | 2:36  |
| 5.  | Endymion           | 5:41  |
|     | Book II (2014)     |       |
| 6.  | Ocean Nymphs       | 5:18  |
| 7.  | Old Silenus        | 3:21  |
| 8.  | Twilight Phantasms | 4:00  |
| 9.  | Queen Mab          | 3:28  |
| 10. | Universal Pan      | 3:40  |

## Personnel
- Lisa Bielawa - voix
- Sarah Brailey - voix
- Rachel Calloway - voix
- Mellissa Hughes - voix
- Jane Sheldon - voix
- Kirsten Sollek - voix